# Зайцингер, Катя
Ка́тя За́йцингер (нем. Katja Seizinger, род. 10 мая 1972, Даттельн, Северный Рейн-Вестфалия) — немецкая горнолыжница, трёхкратная олимпийская чемпионка, чемпионка мира и двукратная обладательница Кубка мира в общем зачёте. 3 раза признавалась лучшей спортсменкой года в Германии (1994, 1996, 1998).
Единственная двукратная обладательница Кубка мира в истории немецкого горнолыжного спорта.

## Спортивная карьера

### Кубок мира
Дебютировала в Кубке мира 10 декабря 1989 года в американском Стимбот-Спрингс в комбинации. Впервые поднималась на призовой подиум Кубка мира 11 февраля 1990 года во французском Мерибеле на трассе супергиганта в возрасте 17 лет.
За карьеру одержала 36 побед на этапах Кубка мира (скоростной спуск — 16, супергигант — 16, гигантский слалом — 4). По общему числу побед на этапах Катя занимает 9-е место в истории Кубка мира. Интересно, что в комбинации, которую она выиграла на Олимпиаде-1998 в Нагано, на этапах Кубка мира Катя лишь 2 раза поднималась на подиум — 1 раз она была второй и 1 раз третьей.
Всего за карьеру Катя 202 раза стартовала на этапах Кубка мира и 76 раз поднималась на подиум (скоростной спуск — 32, супергигант — 27, гигантский слалом — 14, слалом — 1, комбинация — 2). Таким образом Катя была в тройке лучших на этапах Кубка мира во всех пяти современных дисциплинах.

### Зимние Олимпийские игры
В 1994 году Катя стала олимпийской чемпионкой в Лиллехаммере, а в 1998 году на Олимпиаде в Нагано она выиграла второе подряд олимпийское золото в скоростном спуске, став первой горнолыжницей в истории, которой удалось победить в одной дисциплине на двух Олимпиадах подряд. На той же Олимпиаде это удалось и итальянке Деборе Компаньони, которая выиграла второе золото в гигантском слаломе.
Завершила карьеру в марте 1998 года в возрасте 25 лет.

## Результаты на Олимпийских играх
| Олимпийские игры | Скоростной спуск | Супергигант | Гигантский слалом | Слалом | Комбинация |
| ---------------- | ---------------- | ----------- | ----------------- | ------ | ---------- |
| 1992 Альбервиль  | 4                | 3           | 8                 | —      | DNF        |
| 1994 Лиллехаммер | 1                | DNF         | DNF               | —      | DNF        |
| 1998 Нагано      | 1                | 6           | 3                 | —      | 1          |

## Завоёванные Кубки мира
- Общий зачёт — 2 раза: 1996, 1998
- Скоростной спуск — 4 раза: 1992, 1993, 1994, 1998
- Супергигант — 5 раз (рекорд среди мужчин и женщин, делит с Линдси Вонн): 1992/93, 1993/94, 1994/95, 1995/96, 1997/98